# Poissonia weberbaueri
Poissonia weberbaueri là một loài thực vật có hoa trong họ Đậu. Loài này được (Harms) Lavin mô tả khoa học đầu tiên năm 2003.